# بزنشتدت
بزنشتدت (به آلمانی: Beesenstedt) یک منطقهٔ مسکونی در آلمان است که در Salzatal واقع شده‌است. بزنشتدت ۱٬۲۶۶ نفر جمعیت دارد.